# Allium vodopjanovae
Allium vodopjanovae là một loài thực vật có hoa trong họ Amaryllidaceae. Loài này được N.Friesen mô tả khoa học đầu tiên năm 1985.